# Torge Paetow
Torge Paetow (* 14. August 1995 in Heide (Holstein)) ist ein deutscher Fußballspieler. Er steht beim SC Preußen Münster unter Vertrag. Zusammen mit Hauke Wahl führt er den Podcast Weiches Holz.
Zu Paetows hervorstechenden Merkmalen als Spieler gehören Einwürfe, denen eine ähnliche Wirkung wie Flanken zugeschrieben werden.

## Karriere
Nach Jugendstationen beim TSV Garding, dem TSV Hattstedt, dem FC Angeln 02 und Holstein Kiel wechselte er im Sommer 2014 zum Regionalligisten ETSV Weiche Flensburg. Nach zwei Spielzeiten in Flensburg wechselte er in die 3. Liga zum VfR Aalen. Dort kam er auch zu seinem ersten Profieinsatz in der 3. Liga, als er am 4. Spieltag beim 1:1-Unentschieden gegen den Chemnitzer FC in der 86. Spielminute für Thomas Geyer eingewechselt wurde. Im Sommer 2017 wechselte er zurück in seinen mittlerweile in SC Weiche Flensburg 08 umbenannten Heimatverein, wo er zuletzt die Rolle des Mannschaftskapitäns innehatte. Im Sommer 2022 unterschrieb er beim SC Verl und kehrte damit in die 3. Liga zurück.
Im Sommer 2024 wechselte er für einen kleinen sechsstelligen Betrag zum Zweitligaaufsteiger SC Preußen Münster.

## Titel
- Meister der Regionalliga Nord: 2018
- SHFV-Pokal-Sieger: 2018, 2021